# ترنس اوبراین (ورزشکار)
ترنس اوبراین (انگلیسی: Terence O'Brien; ۲۳ دسامبر ۱۹۰۶ – ۱۹ دسامبر ۱۹۸۲) قایقران روئینگ اهل بریتانیا بود.